# Buster's Dog to the Rescue
Buster's Dog to the Rescue je americký němý film z roku 1904. Režisérem je Edwin S. Porter (1870–1941). Film trvá zhruba dvě minuty.

## Děj
Chlapec Buster si chce vzít moučník, ale chůva mu ho schová nahoru do skříně. Když vychovatelka odejde, kluk se pokusí k zákusku vyšplhat přes žebřík, čehož si všimne jeho matka, která ho po naplácání na zadek za trest přiváže ke stolu. Buster zavolá svého psa, který mu krabičku přinese, a oba se na závěr potěšeně najedí.